# The Mystical Beast of Rebellion
The Mystical Beast of Rebellion — третий студийный альбом французской атмосферик-блэк-метал-группы Blut Aus Nord, выпущенный в 2001 году на лейбле Candlelight Records.

## Отзывы критиков
Ян Вищковски из metal.de пишет, что музыка альбома представляет собой абстрактную смесь эмбиента и блэк-метала, а также назвал The Mystical Beast Of Rebellion «очень достойным альбомом».

## Список композиций
| №                   | Название                | Длительность |
| ------------------- | ----------------------- | ------------ |
| 1.                  | «The Fall: Chapter I»   | 6:39         |
| 2.                  | «The Fall: Chapter II»  | 7:43         |
| 3.                  | «The Fall: Chapter III» | 3:38         |
| 4.                  | «The Fall: Chapter IV»  | 6:50         |
| 5.                  | «The Fall: Chapter V»   | 6:01         |
| 6.                  | «The Fall: Chapter VI»  | 10:22        |
| Общая длительность: | Общая длительность:     | 41:22        |

## Участники записи
- Vindsval — вокал, гитара
- Nahaim — бас-гитара
- W.D. Feld — клавишные, ударные, перкуссия